# Parco nazionale di Đerdap
Il parco nazionale di Đjerdap (Ђердап) è un parco naturale della Serbia, situato a Sud dei Carpazi, nei pressi della città di Kladovo (Кладово). Si estende 
sulla riva destra del Danubio dalla fortezza di Golubac (Голубац) fino alla diga di Đerdap (Ђердапска клисура, Đerdapska klisura). L'amministrazione del Parco, istituito 
nel 1974 e che copre un'area di 640 km² è nella città di Donji Milanovac.

## Meraviglie naturali

### Il Danubio

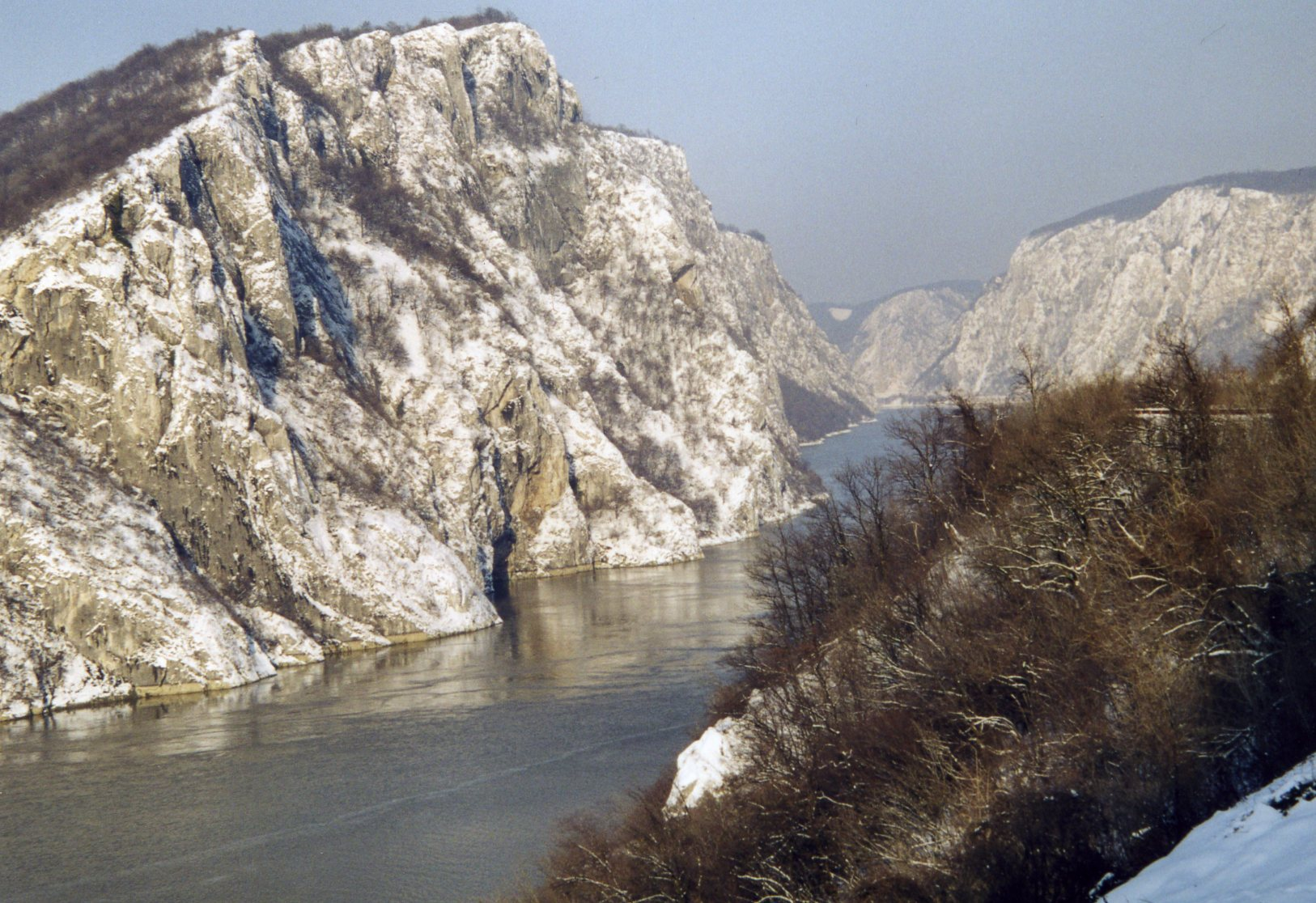
Le gole di Kazan alle Porte di ferro

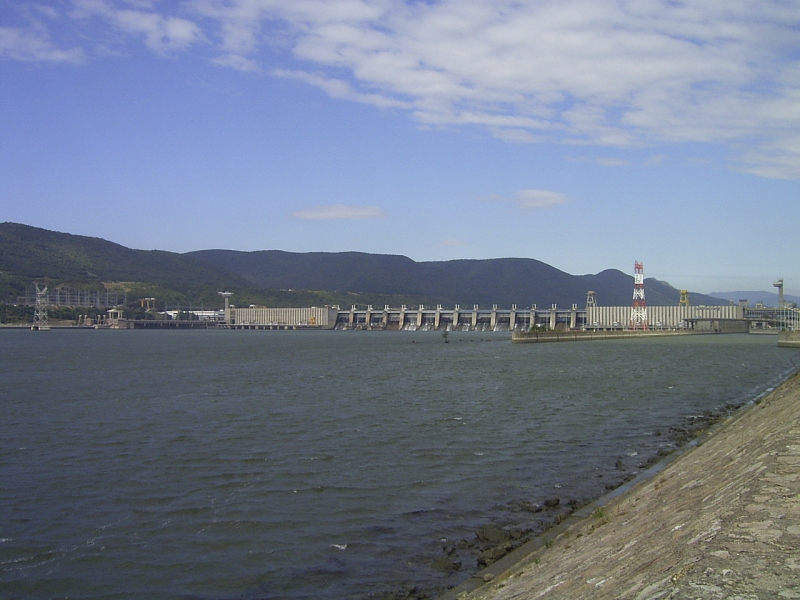
Diga sul Danubio

La più importante attrazione naturale del Parco sono le Gole di Đerdap (Ђердапска клисура, Đerdapska klisura), dette anche "Porte di ferro", ossia profonde gole scavate dal Danubio nel versante meridionale dei Carpazi, lunghe 100 km. La prima gola è quella di Golubac (Горија Клисура, Gornja Klisura) le cui pareti sono alte 230 m; la seconda è Gospođin vir (Госпођин вир) alta 220 m; seguono Veliki Kazan (Велики Казан), e Mali Kazan (Мали Казан) e Sipska Klisura (Сипска Клисура). Nella gola di Gospođin vir si trova il punto di maggior profondità del Danubio (82 m) e nelle gole del Veliki Kazan c'è la parte più stretta del corso del fiume, solo 150 m.

### Flora e fauna
Il clima particolare, le caratteristiche del suolo, la vicinanza del fiume e numerosi fattori storici hanno facilitato la preservazione di una delle più complesse vegetazioni del Sud-Est dell'Europa. La flora di Đerdap presenta più di 1 100 specie di piante, tra le quali alcune che sono sopravvissute ai mutamenti climatici dell'Era glaciale. Ci sono circa 50 tra boschi e zone erbose: gli alberi più diffusi sono le querce, gli aceri, i frassini, i càrpini etc, alcuni dei quali appartengono a specie endemiche, non rinvenibili altrove.

L'asperità del territorio ha permesso la formazione di colonie animali all'interno del Parco. Molti di loro, infatti, vivono nelle gole o in profonde caverne scavate nella roccia, e, in generale, in luoghi spesso poco accessibili: questo ha favorito la biodiversità. Tra le specie animali più numerose, possiamo citare orsi, cervi, sciacalli, linci, pipistrelli, ricci, cormorani, falchi e serpenti.

## Vestigia storiche

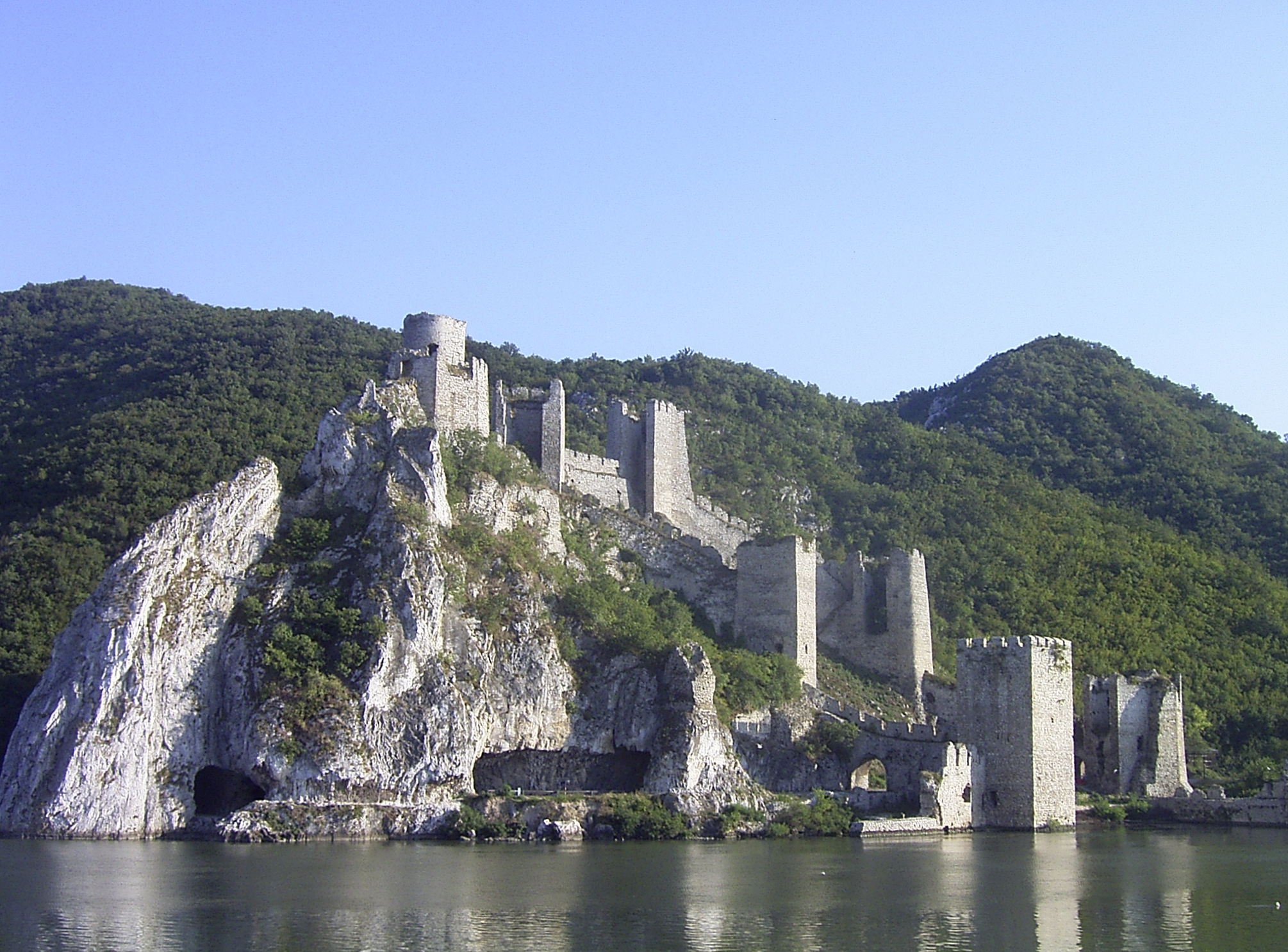
La fortezza di Golubac

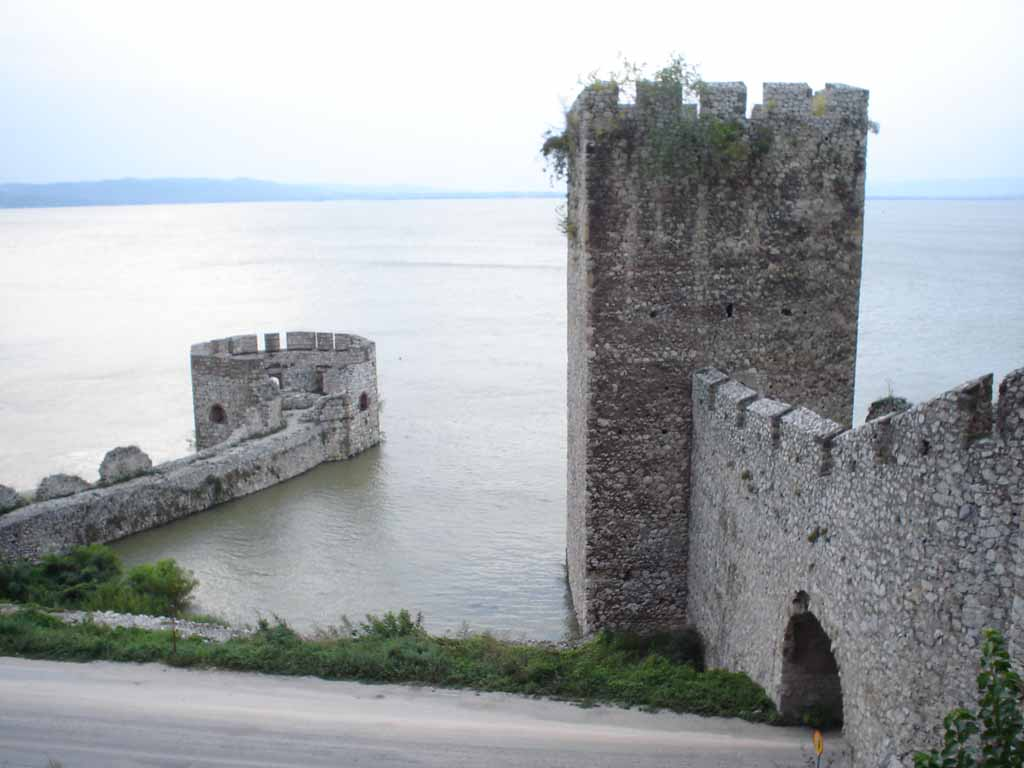
La fortezza di Golubac

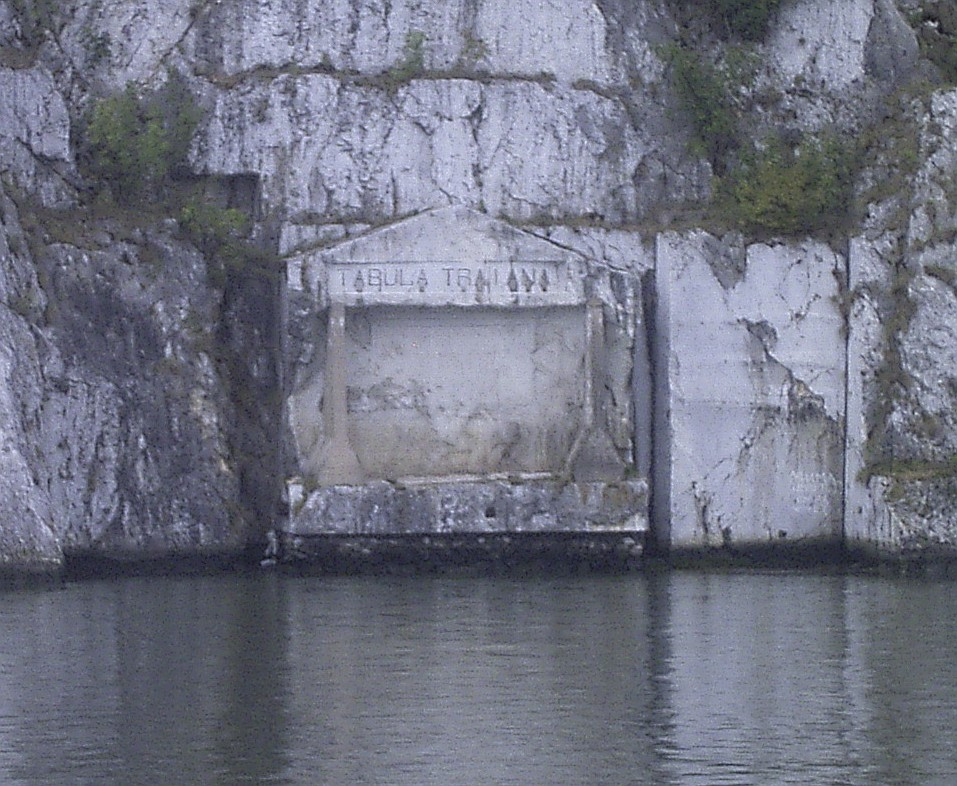
La Tabula traiana

La valle del Danubio è stata per millenni un'importante via di comunicazione per i Popoli europei che la usavano per le loro migrazioni o per le campagne militari. Nella zona di Lepenski Vir sono visibili resti di una civiltà del Neolitico: tra le vestigia rimasteci, spiccano alcune sculture di grande bellezza. Anche i Romani lasciarono testimonianze del loro passato. L'imperatore Traiano passò di qui per la sua campagna di Dacia: ce lo testimoniano una strada romana ricavata dalle rocce del Kazan, i resti del ponte di Traiano e la Tabula Traiana, un'iscrizione scolpita nella parete della montagna, dedicata all'imperatore.
La più importante testimonianza del passato della regione è la Fortezza di Golubac (Голубачки Град, Golubački Grad), una fortificazione risalente al XIV secolo, eretta lungo il corso del Danubio per presidiarne le rive dagli attacchi nemici. Infatti, nel 1428 fu teatro di una battaglia contro i Turchi.

## Turismo
Il Parco di Đerdap è una delle mete favorite del turismo in Serbia. Le sue attrazioni sia naturalistiche che storico-artistiche ne fanno meta di appassionati di archeologia e storia dell'arte, nonché di amanti dello sport. Nell'area è possibile praticare sport acquatici ed escursioni in barca, caccia e pesca, arrampicate e trekking e safari fotografici. All'interno del Parco sono stati aperti alcuni alberghi e residence, e vi si svolgono manifestazioni come regate, festival folkloristici e competizioni di pesca e cucina.